# Gravene (Viborg)
 For alternative betydninger, se Gravene. (Se også artikler, som begynder med Gravene)
Gravene er en gade i Viborg. Den er cirka 410 meter lang og går fra Sct. Mathias Gade i syd til Ll. Sct. Hans Gade i nord. Gaden stiger hele vejen fra syd mod nord.

## Historie
Efter borgerkrigen om kongemagten mellem Svend Grathe, Knud 5. og Valdemar den Store afsluttende med Slaget på Grathe Hede i 1157, blev området kaldt "Graven". Stedet blev en del af Viborgs gamle befæstning og der blev anlagt volde og grave.
Bygmester Willads Stilling opførte i 1805, i den nordlige ende af Gravene, vagtbygningen "Gamle Vagt" til 2. Jyske Regiment. En nabobygning til vagtbygningen blev i 1826 købt af byens fattigvæsen, og fungerede indtil 1885 som bolig for mange hjemløse familier. Da fattighuset i Gravene blev for lille, flyttede man i 1885 til en nyopført bygning på Sct. Nicolaj Gade. Byrådet besluttede derefter at ombygge bygningerne til boliger for mere velstillede familier. I 1905 blev det gamle fattighus nedrevet, da hestemarkedet skulle have mere plads.
Et kommunalt regulativ fra år 1870 bestemte at handelen med lyng, tørv og brænde skulle flyttes til Gravene. Kreaturhandlerne handlede indtil 1873 hver uge kvæg i den nordlige ende af Gravene. Efter 1873 var det kun den sidste lørdag i hver måned, handel med kvæg foregik i gaden. Op igennem 1880'erne voksede antal af handlede heste, da disse overtog studenes opgave som trækdyr i landbruget.
I starten af 1900-tallet begyndte der at komme flere små butikker i Gravene. I 1905-06 blev Viborg Afholdshjem opført i nummer 20, efter tegninger af arkitekten J. Jespersen fra Fredericia. Arkitekt Søren Vig-Nielsen tegnede og Karl Hansen Reistrup udsmykkede Viborg Teater, der blev indviet i 1909 på adresse i nummer 25. Senere fungere teaterbygningen også som biograf med navnet "Kino-Palæet". Dette ophørte i 1986.
Privatbanken opførte i årene 1937-38 den markante funkisbygning på hjørnet af Gravene og Sct. Mathias Gade, efter de i december 1935 havde erhvervet ejendommen på hjørnegrunden. Bygningen blev efterfølgende revet ned, for at gøre plads til bankens nye byggeri. Arkitekt Jens Madsen tegnede bygningen.
I årene 2006-2008 blev Gravene renoveret og lavet om. Den nordøstlige del at vejen blev slettet og lavet om til Vægtertorvet ved Gamle Vagt. Dermed forsvandt én af 2 muligheder for at køre ud på Ll. Sct. Hans Gade. Den sydlige halvdel af Gravene er spærret for almindelig trafik, da denne benyttes som knudepunkt for Viborgs bybusser, i området omkring det nyetablerede "Trappetorvet".